# Asnières-sur-Seine

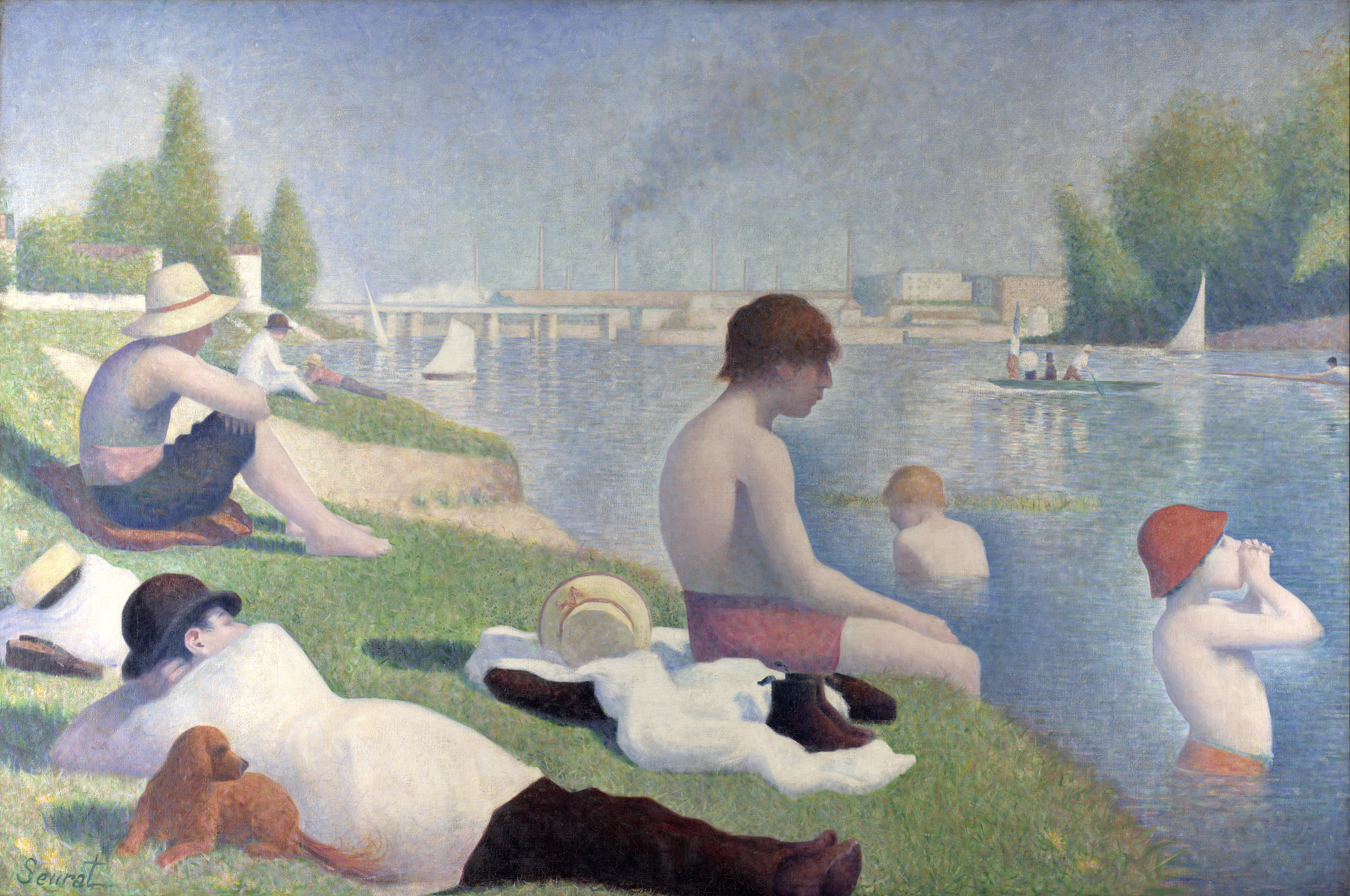
Georges Seurat: Koupající se obyvatelé Asnières

Asnières-sur-Seine je město v severozápadní části metropolitní oblasti Paříže ve Francii v departmentu Hauts-de-Seine a regionu Île-de-France. Od centra Paříže je vzdálené 7,9 km. Žije zde přibližně 91 tisíc obyvatel.

## Geografie
Asnières leží na pravém břehu Seiny. Dříve bylo spojeno s Gennevilliers.
Sousední obce: Clichy, Bois-Colombes, Gennevilliers a Courbevoie.

## Vývoj počtu obyvatel
Počet obyvatel

## Osobnosti města
- Albert Grisar, belgický operní skladatel
- Jean Lescure, spisovatel

## Zajímavosti
Zajímavostí je, že na území Asnières vznikl roku 1899 první hřbitov zvířat na světě (Cimetière des chiens). Nejsou v něm pohřbívání jen psi, kočky či ptáci, ale též koně, lvi a opice.
Z pěveckého sboru města Asnières v 70. letech vznikla známá skupina Les Poppys. Původně se jmenovala Petits Chanteurs d'Asnières.

## Partnerská města
- Špandava